# Breznay Géza
Breznay Géza; Geyza (Sátoraljaújhely, 1840. február 4. – Budapest, 1911. december 26.) komikus, jellemszínész, színházi rendező.

## Életútja
Apja Breznay István, Zemplén vármegye főorvosa, anyja Kossuth Lajos nővére, Kossuth Karolina volt, aki azonban még 1848-ban meghalt. Iskoláit Sárospatakon végezte. Tizennyolc éves korában, 1858. június 16-án színész lett, szülei ellenzésére. Első igazgatója Hubay Gusztáv volt. Ettől kezdve mindig a legjobb vidéki színtársulatoknál működött és a legjobb buffo-komikusok egyike volt, aki mint rendező is nagy hírnévre tett szert. 1897-ben Kecskeméten, majd Miskolcon volt színházigazgató. 1898. január 4-én Kecskeméten ünnepelte 40 éves színészi jubileumát, A cigány című darab címszerepében. Nagy lelkesedéssel működött közre a nyugdíjintézet felvirágoztatásán. Érdemei elismeréséül megválasztották az Országos Színészegyesület dísztagjává és hogy őrködő tisztjének élete utolsó pillanatáig eleget tehessen, a színészpalota gondnokságát is rábízták. 1901. január 1-jén vonult nyugalomba.
Házastársa Balogh Róza volt, Balogh Istvánnak, a híres úttörő színigazgatónak leánya és Balogh Gusztáv karnagy nővére. Felesége 1838. június 26-án Hőgyészen született és 1896. október 17-én, a nagysurányi színészmenedékházban hunyt el. 1853. augusztus 10-én lépett a színipályára, mint társalgási és komika-színésznő, Tóth János társulatánál. A Schöpflin-féle Magyar Színművészeti Lexikon a vidék Krasznay Mimijeként jellemzi.

## Színműve
- »Két huszár és egy bakancsos«, népszínmű 3 felvonásban., énekkel és tánccal.

## Fontosabb szerepei
- Zsiga (Szigligeti Ede: A cigány)
- Kancsukof (Suppé: Fatinica)
- Mosolygó (Csiky Gergely: A proletárok)
- Puck báró (Offenbach: A gerolsteini nagyhercegnő)

## Működési adatai
1858: Hubay Gusztáv; 1861: Láng Boldizsár; 1864: Csaby Imre, Szilágyi Béla; 1866: Hubay Gusztáv; 1869: Györffy Antal; 1870: P. Nagy Mihály; 1871: Follinus János; 1872: Várady Antal, Miklósy György; 1873–78: Krecsányi Ignác; 1879: Csóka Sándor; 1880: Krecsányi Ignác, Mosonyi Károly; 1881–83: Csóka Sándor; 1883: Mosonyi Károly; 1884–86: Jakab Lajos; 1886: Mosonyi Károly; 1887–91: Csóka Sándor; 1891: ifj. Károlyi; 1892: Somogyi Károly; 1893–1901: Csóka Sándor.